# Interestatal 610 (Luisiana)
La carretera Interestatal 610 (abreviada I-610 ) es una ruta auxiliar de 7,27 km que sirve de alivio a la Interestatal 10 en el área metropolitana de Nueva Orleans, Luisiana. Comienza en el Canal de la calle 17 que sirve de límite entre las parroquias de Jefferson y Orleans y termina cerca de la avenida Franklin en el barrio de Gentilly.  
Mientras la I-10 continúa por el distrito central de negocios de Nueva Orleans, la I-610 ofrece una ruta más corta y un by-pass para los automovilistas mediante la reducción de esta a través del City Park